# Alexander Gustafsson
Alexander Lars-Åke Gustafsson, född 15 januari 1987 i Arboga, är en svensk MMA-utövare som tävlar i MMA-organisationen UFC sedan 2009. Gustafsson är Sveriges mest meriterade MMA-fighter med tre titelmatcher i UFC och en plats i UFC:s Hall of Fame för hans titelmatch mot Jon Jones i september 2013. Gustafsson har främst tävlat i UFC:s lätt tungviktsklass men har även gått en match i UFC:s tungviktsklass.

## Boxning
Gustafsson började träna boxning vid tio års ålder. Som 16-åring vann han junior-SM.

## Karriär

### MMA

#### Tidig karriär
År 2006 började han träna MMA och den 27 november 2007 gick Gustafsson sin första match vid Shooto Finland mot Saku Heikola. En match Gustafsson vann via submission i andra ronden. 

#### UFC
Efter att ha vunnit sina åtta första matcher – varav sex på knockout – blev det klart att han skulle göra sin debut i UFC den 14 november 2009 mot Jared Hamman på UFC 105. Gustafsson vann matchen via KO i första ronden.
Den 10 april 2010 möttes Gustafsson och Phil Davis på UFC 112. Davis vann matchen via submission i första ronden. 
På UFC 120 den 16 oktober 2010 besegrade Gustafsson Cyrille Diabaté via submission i andra ronden. Nästa match blev mot James Te Huna på UFC 127 den 26 februari 2011. Gustafsson vann matchen via submission i första ronden.
Gustafsson och Matt Hamill möttes den 6 augusti 2011 på UFC 133. Gustafsson vann matchen via TKO i andra ronden. Gustafsson besegrade sedan Vladimir Matiusjenko via domslut på UFC 141 den 30 december 2011.
På UFC on Fuel TV: Gustafsson vs. Silva den 14 april 2012 (den första UFC-galan i Sverige) möttes Gustafsson och Thiago Silva i en match som Gustafsson vann via domslut.
Den 8 december 2012 möttes Gustafsson och Maurício Rua på UFC on Fox: Henderson vs. Diaz. Gustafsson vann matchen via domslut.
Efter att ha vunnit sex raka matcher blev det klart att Gustafsson skulle få gå en titelmatch i lätt tungvikt mot den regerande mästaren Jon Jones på UFC 165 den 21 september 2013. Jones vann matchen via domslut. Matchen har kallats den bästa titelmatchen i lätt tungvikt någonsin och utnämndes till Årets match vid World MMA Awards.
Den 8 mars 2014 möttes Gustafsson och Jimi Manuwa på UFC Fight Night: Gustafsson vs. Manuwa. Gustafsson vann matchen via TKO i andra ronden.
På UFC on Fox: Gustafsson vs. Johnson den 24 januari 2015 möttes Gustafsson och Anthony Johnson. Johnson vann matchen via TKO i första ronden.
Den 3 oktober 2015 möttes Gustafsson och den regerande mästaren Daniel Cormier i en titelmatch i lätt tungvikt på UFC 192. Cormier vann matchen via delat domslut.
Gustafsson och Jan Błachowicz möttes den 3 september 2016 på UFC Fight Night: Arlovski vs. Barnett. Gustafsson vann matchen via domslut.
Den 28 maj 2017 möttes Gustafsson och Glover Teixeira på UFC Fight Night: Gustafsson vs. Teixeira. Gustafsson vann matchen via KO i femte ronden.
På UFC 232 den 29 december 2018 möttes Gustafsson och Jon Jones i en titelmatch i lätt tungvikt. Jones vann matchen via TKO i tredje ronden.
Gustafsson förlorade sin match mot Anthony Smith i Stockholm den 1 juni 2019.

#### UFC Hall of Fame
Den 8 mars 2020 meddelade UFC att Jones vs. Gustafsson vid UFC 165 skulle upptas i UFC Hall of Fame matchflygeln. Den officiella ceremonin för år 2020 var 9 juli vid The Pearl at Palms Casino Resort i Las Vegas.

##### Pension
Gustafsson meddelade i oktagonintervjun efter matchen mot Anthony Smith att han lägger handskarna på hyllan, något han redan sagt var en möjlighet i en intervju före matchen.

##### Comeback och debut i UFC:s tungviktsklass
Några månader efter att Gustafsson utannonserat sin pension från MMA så kunde UFC-chefen Dana White bekräfta att Gustafsson visat intresse för en retur till oktagonen. Den 26 juli 2020 gjorde Gustafsson sin retur till oktagonen och debuterade även i UFC:s tungviktsklass då han tog sig an den forne tungviktsmästaren Fabricio Werdum i Abu Dhabi, Förenade Arabemiraten. Gustafsson förlorade matchen via submission (armlås) i första ronden . 
Gustafsson bokades därefter in för att möta Paul Craig i en lätt tungviktsmatch som blev inställd efter att "The Mauler" skadat sig en vecka innan matchen. Gustafsson bokades därefter in för att möta Ben Rothwell i en tungviktsmatch men även den matchen blev inställd efter att Rothwell gått skilda vägar med UFC .
Gustafsson mötte Nikita Krylov på UFC Fight Night 208 i London, England den 23 juli 2022, där även den Norgebaserade svensken Jack Hermansson tävlade. Gustafsson förlorade matchen via KO efter 1:07 in i första ronden, hans fjärde raka förlust. Den forne UFC-mästaren Cormier kommenterade att det är dags för Gustafsson att pensionera sig på nytt.

### Grappling
Gustavsson återvände till ringen i grapplingtävlingen AK Fighting 3 i Göteborg 11 december 2019 där han ställdes mot den unga, lokala förmågan Anton Turkalj (4-0 i MMA). En match Gustafsson vann via domslut.

## Privatliv
I tonåren dömdes Gustafsson för misshandel vid fem tillfällen mellan 2002 och 2006. År 2005 dömdes han till fängelse i 15 månader. Gustafsson har i intervjuer beskrivit flytten från Arboga till Göteborg samt strukturen och disciplinen från MMA-träningen som han började med efter den sista domen 2006 som det som fick honom på rätt spår.
Tillsammans med fästmön Moa har Gustafsson en dotter född 2017 samt en son född 2018.

## Utmärkelser
- Ultimate Fighting Championship
  - Hall of Fame - Matchflygeln (mot Jon Jones vid UFC 165)
  - Fight of the Night (mot Jon Jones, Jimi Manuwa, Daniel Cormier och Glover Teixeira)[24][25][26][27]
  - Performance of the Night (mot Jimi Manuwa)[25]

- World MMA Awards
  - International Fighter of the Year 2013[8]
  - Fight of the Year 2013 (mot Jon Jones)[8]

- Svenska kampsportsgalan
  - Årets kampsportare 2011[28]
  - Årets kampsportare 2012[29]
  - Årets kampsportare 2013[30]
  - Årets kampsportare 2014[31]

## Tävlingsfacit

### MMA
| Resultat | Facit | Motståndare          | Metod                   | Evenemang                                | Datum             | Rond | Tid  | Plats                            | Notering                    |
| -------- | ----- | -------------------- | ----------------------- | ---------------------------------------- | ----------------- | ---- | ---- | -------------------------------- | --------------------------- |
| Vinst    | 1–0   | Saku Heikola         | Submission (rear-naked) | Shooto Finland: Chicago Collision 3      | 17 november 2007  | 2    | 3:42 | Lahtis, Finland                  |                             |
| Vinst    | 2–0   | Mikael Haydari       | TKO (slag)              | FinnFight 9                              | 15 december 2007  | 1    | 0:50 | Åbo, Finland                     |                             |
| Vinst    | 3–0   | Farbod Fadami        | TKO (slag)              | The Zone FC 1                            | 9 februari 2008   | 1    | 2:31 | Stockholm, Sverige               |                             |
| Vinst    | 4–0   | Florian Muller       | TKO (slag)              | Fite Selektor                            | 13 mars 2008      | 2    | 3:44 | Dubai, Förenade Arabemiraten     |                             |
| Vinst    | 5–0   | Matteo Minonzio      | TKO (slag)              | The Zone FC 2                            | 10 maj 2008       | 1    | 3:52 | Göteborg, Sverige                |                             |
| Vinst    | 6–0   | Krzysztof Kułak      | Domslut (enhälligt)     | KSW: Extra                               | 13 september 2008 | 2    | 5:00 | Dąbrowa Górnicza, Polen          |                             |
| Vinst    | 7–0   | Pedro Quetglas       | TKO (slag)              | The Zone FC 3                            | 8 november 2008   | 1    | 2:08 | Göteborg, Sverige                |                             |
| Vinst    | 8–0   | Vladimir Sjemarov    | KO (slag)               | Superior Challenge 3 - Untamed           | 30 maj 2009       | 1    | 2:37 | Stockholm, Sverige               |                             |
| Vinst    | 9–0   | Jared Hamman         | KO (slag)               | UFC 105                                  | 14 november 2009  | 1    | 0:41 | Manchester, England              |                             |
| Förlust  | 9–1   | Phil Davis           | Submission (anakonda)   | UFC 112                                  | 10 april 2010     | 1    | 4:55 | Abu Dhabi, Förenade Arabemiraten |                             |
| Vinst    | 10–1  | Cyrille Diabaté      | Submission (rear-naked) | UFC 120                                  | 16 oktober 2010   | 2    | 2:41 | London, England                  |                             |
| Vinst    | 11–1  | James Te Huna        | Submission (rear-naked) | UFC 127                                  | 26 februari 2011  | 1    | 4:27 | Sydney, Australien               |                             |
| Vinst    | 12–1  | Matt Hamill          | TKO (slag och armbågar) | UFC 133                                  | 6 augusti 2011    | 2    | 3:34 | Philadelphia, PA, USA            |                             |
| Vinst    | 13–1  | Vladimir Matiusjenko | TKO (slag)              | UFC 141                                  | 30 december 2011  | 1    | 2:13 | Las Vegas, NV, USA               |                             |
| Vinst    | 14–1  | Thiago Silva         | Domslut (enhälligt)     | UFC on Fuel TV: Gustafsson vs. Silva     | 14 april 2012     | 3    | 5:00 | Stockholm, Sverige               |                             |
| Vinst    | 15–1  | Maurício Rua         | Domslut (enhälligt)     | UFC on Fox: Henderson vs. Diaz           | 8 december 2012   | 3    | 5:00 | Seattle, WA, USA                 |                             |
| Förlust  | 15–2  | Jon Jones            | Domslut (enhälligt)     | UFC 165                                  | 21 september 2013 | 5    | 5:00 | Toronto, Kanada                  | Titelmatch i lätt tungvikt. |
| Vinst    | 16–2  | Jimi Manuwa          | TKO (knä och slag)      | UFC Fight Night: Gustafsson vs. Manuwa   | 8 mars 2014       | 2    | 1:18 | London, England                  |                             |
| Förlust  | 16–3  | Anthony Johnson      | TKO (slag)              | UFC on Fox: Gustafsson vs. Johnson       | 24 januari 2015   | 1    | 2:15 | Stockholm, Sverige               |                             |
| Förlust  | 16–4  | Daniel Cormier       | Domslut (delat)         | UFC 192                                  | 3 oktober 2015    | 5    | 5:00 | Houston, TX, USA                 | Titelmatch i lätt tungvikt. |
| Vinst    | 17–4  | Jan Błachowicz       | Domslut (enhälligt)     | UFC Fight Night: Arlovski vs. Barnett    | 3 september 2016  | 3    | 5:00 | Hamburg, Tyskland                |                             |
| Vinst    | 18–4  | Glover Teixeira      | KO (slag)               | UFC Fight Night: Gustafsson vs. Teixeira | 28 maj 2017       | 5    | 1:07 | Stockholm, Sverige               |                             |
| Förlust  | 18–5  | Jon Jones            | TKO (slag)              | UFC 232                                  | 29 december 2018  | 3    | 2:02 | Inglewood, CA, USA               | Titelmatch i lätt tungvikt. |
| Förlust  | 18-6  | Anthony Smith        | Submission (rear-naked) | UFC Fight Night: Gustafsson vs. Smith    | 1 juni 2019       | 4    | 2:38 | Stockholm, Sverige               |                             |

### Grappling
| Resultat | Facit | Motståndare         | Metod               | Evenemang                  | Datum            | Tid   | Plats             | Notering |
| -------- | ----- | ------------------- | ------------------- | -------------------------- | ---------------- | ----- | ----------------- | -------- |
| Vinst    | 1–0   | Anton Turkalj (SWE) | Domslut (enhälligt) | AK fighting Championship 3 | 11 december 2019 | 10:00 | Göteborg, Sverige |          |